# 寿々木園
寿々木園（すずきえん）は、東京都杉並区にある釣り堀。

## 概要
大型の鯉が釣れる池と、小さな金魚が釣れる池の2種類の池がある。

## 歴史
創業は1924年（大正13年）で長い歴史を持つ釣り堀となっている。創業当時は敷地面積も広く池の数も現在より多かったようだが、現在ではマンションなどが立ち並ぶ住宅街の中でこぢんまりと営業している。
2019年7月5日にNHKの「ドキュメント72時間」にて取り上げられた。

## 場所
最寄り駅はJR中央線の阿佐ケ谷駅で、徒歩3分。

## 料金・システム
1時間600円で竿と餌がついてくる。
金魚池で釣りを行う場合、釣り上げた金魚は3匹まで持って帰ることができる。